# New England Oceaneers
Il New England Oceaneers è stata una franchigia calcistica statunitense di Pawtucket, nello stato del Rhode Island.

## Storia
La franchigia venne fondata nel 1974 a Pawtucket, nello stato di Rhode Island, con il nome Rhode Island Oceaneers. Alla sua prima stagione vinse il suo primo ed unico titolo di lega. Gli Oceaneers giocarono le loro partite casalinghe al Pierce Field di East Providence.
Nella stagione 1977 la franchigia viene rinominata New England Oceaneers. 
A partire dal 1978 la franchigia venne spostata a Indianapolis, nello stato dell'Indiana, dando vita ai Indy Daredevils.

## Allenatori
- Manfred Schellscheidt (1974-1976)
- John Bertos (1977)

## Palmarès

### Competizioni nazionali
- American Soccer League: 1

1974